# Distretto di Honggu
Il distretto di Honggu (红古区S, Hónggǔ QūP) è un distretto della Cina, situato nella provincia del Gansu.